# Allium schrenkii
Allium schrenkii là một loài thực vật có hoa trong họ Amaryllidaceae. Loài này được Regel mô tả khoa học đầu tiên năm 1875.